# Hastelloy

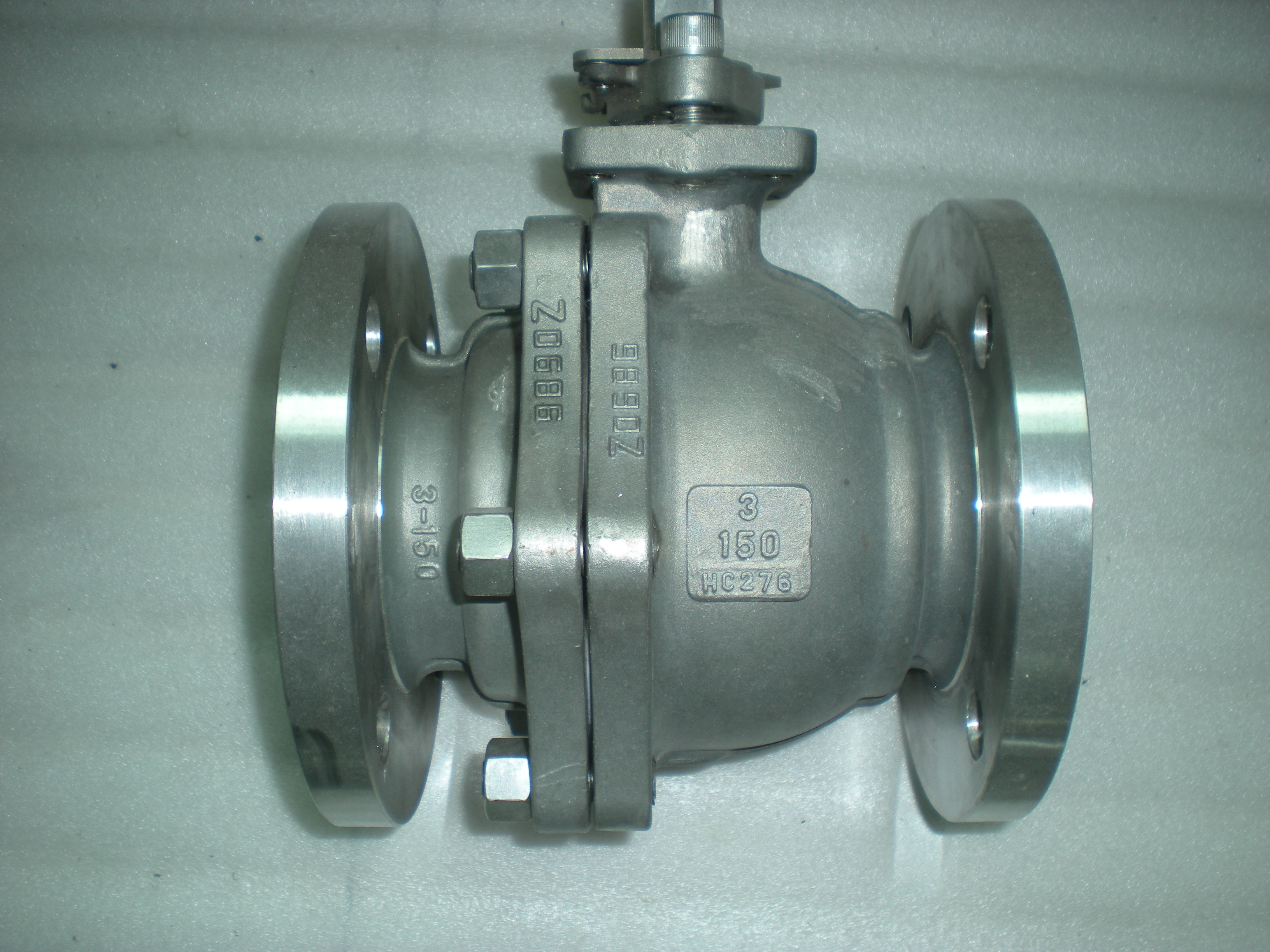
Vàlvula antirretorn fabricada en Hastelloy

Hastelloy és el nom registrat per l'empresa Haynes International, Inc. d'un grup d'aliatges de níquel, Ni, i petites quantitats d'altres metalls: cobalt, Co, crom, Cr, molibdè, Mo, tungstè, W, ferro, Fe, silici, Si, manganès, Mn, coure, Cu, titani, Ti, zirconi, Zr, alumini, Al i carboni, C. Entre les seves propietats en destaca la seva alta capacitat anticorrosió.